# 매시 (드라마)
《매시》(영어: M*A*S*H)는 1972년 9월 17일부터 1983년 2월 28일까지 CBS에서 방영한 미국 텔레비전 시리즈이다. 한국 전쟁 당시, 대한민국 의정부의 "4077th Mobile Army Surgical Hospital (4077 육군 기동 외과 병원)"의 의사와 스탭들로 이루어진 팀을 따라가는 블랙 코미디물이다. 동명의 영화를 바탕으로 하였다.